# Joseph Birchall
Joseph Birchall là một cầu thủ bóng đá người Anh thi đấu ở vị trí tiền vệ chạy cánh.